# ダーク・パッション・プレイ
『ダーク・パッション・プレイ』（Dark Passion Play）は、2007年にナイトウィッシュが発表した6枚目のアルバム。ターヤ・トゥルネン脱退後、新ボーカル、アネット・オルゾンが加入し、ボーカルを務めている。このアルバムから、新ナイトウィッシュの始まりである。

## 収録曲
1. ザ・ポエット・アンド・ペンデュラム  The Poet and the Pendulum - 13:55
  - Part.1 White Lands of Empathica
  - Part.2 Home
  - Part.3 The Pacific
  - Part.4 Dark Passion Play
  - Part.5 Mother ＆ Father
2. バイ・バイ・ビューティフル Bye Bye Beautiful - 4:15
3. アマランス Amaranth - 3:15
4. ケイデンス・オブ・ハー・ラスト・ブレス  Cadence of Her Last Breath - 4:15
5. マスター・パッション・グリード  Master Passion Greed - 6:03
6. エヴァ Eva - 4:26
7. サハラ  Sahara - 5:47
8. フーエヴァー・ブリングス・ザ・ナイト  Whoever Brings the Night - 4:18
9. フォー・ザ・ハート・アイ・ワンス・ハド  For the Heart I Once Had- 3:56
10. ジ・アイランダー  The Islander - 5:06
11. ラスト・オブ・ザ・ワイルズ  Last of the Wilds - 5:41
12. 7ディズ・トゥ・ザ・ウルヴス  7 Days to the Wolves - 7:04
13. メドウズ・オブ・ヘヴン  Meadows of Heaven - 7:11
14. エスケイピスト  The Escapist - 4:57 （ボーナストラック）

## 主な参加ミュージシャン
- アネット・オルゾン Anette Olzon - ボーカル
- ツォーマス・ホロパイネン Tuomas Holopainen - キーボード
- エンプ・ヴオリネン Emppu Vuorinen - ギター
- ユッカ・ネヴァライネン Jukka Nevalainen - ドラムス
- マルコ・ヒエタラ Marco Hietala - ベース、ボーカル